# 小行星8105
小行星8105（英語：8105）是一颗围绕太阳公转的小行星。1994年11月28日，上田清二、金田宏在钏路市发现了此天体。
这颗小行星的绝对星等为292.8640346630535等。